# Кипляча сталь
Кипля́ча сталь (англ. rimmer, unkilled steel) — різновид маловуглецевої сталі, у якій під час застигання в результаті недостатнього розкислення інтенсивно виділяються гази у виливниці як наслідок подальшого перебігу окиснення вуглецю при взаємодії із розчиненим киснем з утворенням монооксиду вуглецю (CO). Гази, що виділяються при твердненні розплаву: CO (до 90 %), а також, вуглекислий газ, азот, водень, метан. Поведінка металу при кристалізації обумовлена ступенем його розкиснення: чим повніше видалений зі сталі кисень, тим спокійніше проходить процес тверднення. При розливанні малорозкисненої сталі у виливниці відбувається бурхливе виділення бульбашок монооксиду вуглецю — сталь як би «кипить». Таку сталь піддають розкисненню лише марганцем, сильні розкисники, такі як алюміній чи титан, у виробництві металу не застосовуються.

## Структура виливка
Основною ознакою виливка киплячої сталі є відсутність зосередженої усадкової раковини. Структура виливка суттєво залежить від інтенсивності і періоду кипіння розплаву. У затверділому стані він зазвичай має 5 зон:
- зовнішня щільна кірка;
- скупчення стільникових газових порожнин (бульбашок), що мають витягнуту форму;
- проміжна зона між стільниковими і вторинними бульбашками;
- скупчення глибинних (вторинних) газових бульбашок;
- серцевина виливка — зона глибинних бульбашок.

У якісних виливках зовнішня кірка є настільки щільною і товстою, що при нагріванні і вальцюванні скупчення стільникових бульбашок не розкривається та при відсутності окиснення на їх стінках вони заварюються.

## Властивості
Киплячі сталі мають високу пластичність і добре обробляються витягуванням у холодному стані.
Киплячі сталі відрізняються неоднорідністю структури і хімічного складу, що призводить до зниження деяких експлуатаційних характеристик. Міцність металу знижується через зминання при обробці тиском газових бульбашок, які під час вальцювання або штампування можуть привести навіть до розшарування матеріалу.
Киплячі сталі мають вищу схильність до корозії, у порівнянні зі спокійними та напівспокійними сталями.
Проблемна зварюваність через різко виражену нерівномірність за товщиною виробу розташування фосфору і сірки, які негативно впливають на властивості металу. Зони з підвищеним вмістом сірки стають причиною появи кристалізаційних тріщин у шві й пришовній зоні.
Метал має схильність до старіння в зоні термічного впливу зварного шва, що призводить до його окрихчення за низьких температур.

## Використання
Із виливків киплячої сталі виробляють смуги, листи, тонкі плити, дріт, прутки, штрипси, труби, призначені для виготовлення продукції рядового призначення.
Не допускається використання такої сталі для виготовлення: кріпильних елементів посудин, що працюють під тиском; деталей які працюють за температур, нижчих за -20 °C; апаратів, що працюють при циклічних навантаженнях; обладнання та конструкцій, що контактують з агресивними, вибухо- і пожежонебезпечними середовищами, стисненими та зрідженими газами.

## Маркування та хімічний склад
Державним стандартом ДСТУ 2651:2006 регламентуються такі марки киплячих сталей звичайної якості: Ст1кп (0,06…0,12 % C, 0,25…0,50 % Mn, не більше 0,05 % Si), Ст2кп (0,09…0,15 % C, 0,25…0,50 % Mn, не більше 0,05 % Si), Ст3кп (0,14…0,22 % C, 0,30…0,60 % Mn, не більше 0,05 % Si), Ст 4кп (0,18…0,27 % C, 0,40…0,70 % Mn, не більше 0,05 % Si). Масова часка сірки у сталі не повинна перевищувати 0,05 %, фосфору — 0,04 %.
За ДСТУ 7809:2015 регламентовано такі марки киплячої якісної конструкційної сталі: 05кп (≤ 0,06 % C, ≤ 0,04 % Si, ≤ 0,4 % Mn, ≤ 0,10 % Cr), 08кп (0,05…0,12 % C, ≤ 0,04 % Si, 0,25…0,50 % Mn, ≤ 0,10 % Cr), 10кп (0,07…0,14 % C, ≤ 0,07 % Si, 0,25…050 % Mn, ≤ 0,15 % Cr), 11кп (0,05…0,12 % C, ≤ 0,06 % Si, 0,30…0,50 % Mn, ≤ 0,15 % Cr), 15кп (0,12…0,19 % C, ≤ 0,07 % Si, 0,25…0,50 % Mn, ≤ 0,25 % Cr), 18кп (0,12…0,20 % C, ≤ 0,06 % Si, 0,30…0,50 % Mn, ≤ 0,15 % Cr), 20кп (0,17…0,24 % C, ≤ 0,07 % Si, 0,25…0,50 % Mn, ≤ 0,25 % Cr). Масова частка сірки в сталі не повинна перевищувати 0,04 %, фосфору — 0,03 %.